# Urban Symphony
Urban Symphony – estoński zespół muzyczny założony w 2007 roku w Tallinnie, reprezentant Estonii podczas 54. Konkursu Piosenki Eurowizji z utworem „Rändajad”. 

## Historia

### 2007-2008: Początki

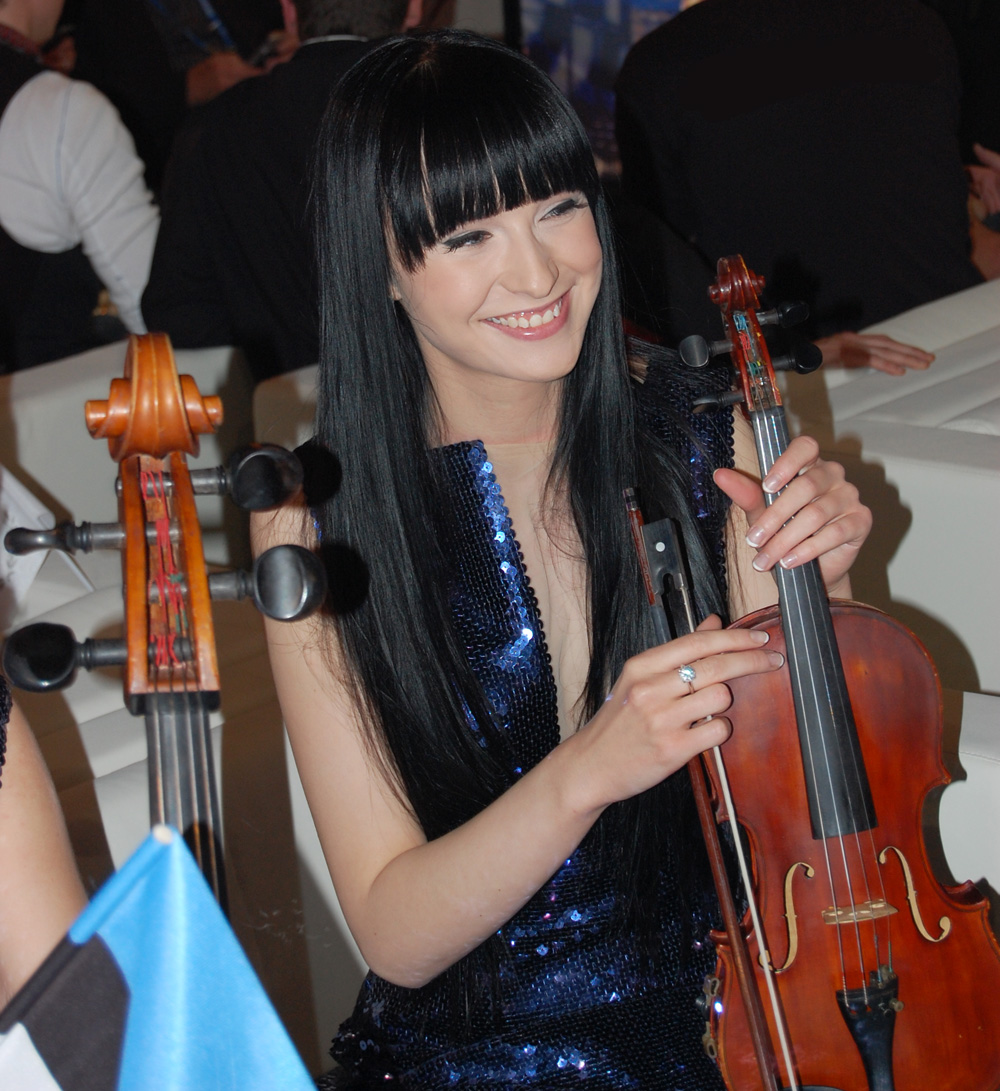
Wokalistka zespołu, Sandra Nurmsalu w 2009 roku

Zespół powstał w 2007 roku na potrzeby rundy z udziałem grup muzycznych podczas konkursu muzycznego Kaks takti ette, w którym brała udział Sandra Nurmsalu. Wokalistka postanowiła połączyć nowoczesną muzykę elektroniczną z brzmieniami instrumentów akustycznych. W skład zespołu weszły wówczas, oprócz Nurmsalu: wiolonczelistki Johanna Mängel i Mari Möldre oraz Mann Helstein grająca na altówce. Każda z nich była związana z muzyką od dzieciństwa.

### 2009-2010: Konkurs Piosenki Eurowizji
W grudniu 2008 roku krajowy nadawca publiczny Eesti Televisioon (ETV)/Eesti Rahvusringhääling (ERR) opublikował listę dziesięciu finalistów estońskich eliminacji do 54. Konkursu Piosenki Eurowizji – Eesti Laul 2009. Wśród uczestników znalazł się Urban Symhpony, który zgłosił się do udziału w selekcjach z piosenką „Rändajad”, napisaną i wyprodukowaną przez Svena Lõhmusa. Zespół został wybrany spośród 110 kandydatur przez specjalną komisję jurorską w składzie: kompozytor Timo Steiner, prezenterzy radiowi – Toomas Puna, Erik Morna, Koit Raudsepp i Owe Petersell, dziennikarze – Siim Nestor i Valner Valme, przedstawiciel prasowy MTV Estonia – Ingrid Kohtla, producent telewizyjny – Kaupo Karelson, muzyk Sten Sheripov oraz manager koncertu – Helen Sildna. 7 marca artystki zaprezentowały się podczas koncertu finałowego, który rozegrany został w stołecznym ETV Stuudio. Dzięki głosom telewidzów i jurorów, zespół zakwalifikował się do drugiej rundy finału, w której zwyciężył nad grupą Traffic i został reprezentantem Estonii podczas 54. Konkursu Piosenki Eurowizji.
W marcu odbyła się ceremonia losowania numerów startowych podczas występów w półfinałach. Dzięki wylosowaniu tzw. „dzikiej karty”, szefowa estońskiej delegacji miała możliwość wyboru, zdecydowała się na osiemnastą pozycję startową podczas drugiego koncertu półfinałowego. Na początku maja Urban Symhpony rozpoczął próby kamerowe w moskiewskim Sportowym Kompleksie „Olimpijskij”, gdzie odbywały się wszystkie trzy koncerty eurowizyjne. Na scenie grupie towarzyszyły chórzystki: Marilin Kongo i Mirjam Mesak. 14 maja odbył się drugi koncert półfinałowy konkursu, w którym zespół otrzymał 115 punktów i awansował do finału z trzeciego miejsca. W rundzie finałowej, która została rozegrana dwa dni później, ich propozycja została zaprezentowana jako piętnasta w kolejności i otrzymała łącznie 129 punktów, zajmując 6. miejsce w końcowej klasyfikacji. Po finale imprezy, reprezentantki otrzymały tytuł "Najlepiej ubranych uczestniczek konkursu" od czytelników portalu ESC Today.
Po udziale w konkursie, zespół wydał jeszcze trzy single: „Päikese poole”, „Skorpion” i „Where Is the Diamond”.

## Skład zespołu

### Członkowie
- Sandra Nurmsalu – wokal, skrzypce
- Mann Helstein – skrzypce
- Johanna Mängel - wiolonczela
- Mari Möldre – wiolonczela
- Marilin Kongo, Mirjam Mesak – chórek

## Dyskografia

### Single
- 2009: „Rändajad”
- 2009: „Päikese poole”
- 2010: „Skorpion”
- 2011: „Where Is the Diamond”